# Eleocharis melanostachys
Eleocharis melanostachys är en halvgräsart som först beskrevs av D'urv., och fick sitt nu gällande namn av Charles Baron Clarke. Eleocharis melanostachys ingår i släktet småsäv, och familjen halvgräs. Inga underarter finns listade i Catalogue of Life.